# Anastatus hirtus
Anastatus hirtus är en stekelart som först beskrevs av William Harris Ashmead 1885.  Anastatus hirtus ingår i släktet Anastatus och familjen hoppglanssteklar. Inga underarter finns listade i Catalogue of Life.